# Kiki Urbani
Kiki Urbani, nata Leonilde Urbani (Roma, 25 agosto 1927 – Roma, 25 ottobre 1976), è stata una ballerina e showgirl italiana.

## Biografia
Allieva delle sorelle Placida e Teresa Battaggi alla scuola di ballo del Teatro dell'Opera di Roma, vi si diploma con il massimo dei voti nell'immediato dopoguerra.
Dopo varie esperienze di palcoscenico come Prima Ballerina in compagnie di danza classica che lei stessa contribuisce a fondare (come il Nuovo Balletto e la Compagnia Nazionale del Balletto), raggiunge la notorietà come ballerina di rivista partecipando alla realizzazione di alcuni film comico-musicali a fianco di Renato Rascel.
Nel 1968 decide di dedicarsi all'insegnamento e fonda a Roma la Scuola di Danza Preneste, che alla sua scomparsa nel 1976 viene diretta dal fratello Giuseppe Urbani..

## Filmografia
- Maracatumba... ma non è una rumba, regia di Edmondo Lozzi (1949)
- Totò sceicco, regia di Mario Mattoli (1951)
- Io sono il Capataz, regia di Giorgio Simonelli (1951)
- L'eroe sono io, regia di Carlo Ludovico Bragaglia (1951)
- Amor non ho... però... però, regia di Giorgio Bianchi (1951)
- Attanasio cavallo vanesio, regia di Camillo Mastrocinque (1953)
- Ho scelto l'amore, regia di Mario Zampi (1953)
- Le vacanze del sor Clemente, regia di Camillo Mastrocinque (1954)
- Carovana di canzoni, regia di Sergio Corbucci (1955)
- Totò Story, regia di Mario Mattoli (1968)